# 접선
접선(接線, 문화어: 닿이선(--線), 영어: tangent)은 곡선L의 두점 A와 B로 정의되는 할선 AB에서 점 B가 곡선을 따라 점 A에 한없이 가까워 질때, 이 새로운 직선을 곡선L의 A에서 만나는 접선이라 한다.

유클리드 원론 3권36에서의 선분들

보통 접선은 미분을 이용해 찾는다.

## 접선과 원의 선분들
원에서 접선 {\displaystyle {\overline {DT}}}는 직경 또는 중심을 지나는 현 {\displaystyle {\overline {AB}}}의 연장선 상의 할선 {\displaystyle {\overline {AD}}} 와 한 점 {\displaystyle D}에서 만날때, {\displaystyle {\overline {CT}}} 반지름과 함께 삼각함수의 탄젠트를 구성한다.

## 공통내접선
둘 이상의 원이나 곡선에서 공통적인 접선이 있고, 두 도형이 접선을 끼고 서로 반대 방향에 있을 경우, 그 접선을 공통내접선이라 한다.

## 예시
- 원 {\displaystyle x^{2}+y^{2}=r^{2}} 위의 점 {\displaystyle (x_{1},y_{1})}에서의 접선의 방정식은 {\displaystyle x_{1}x+y_{1}y=r^{2}}
- 원 {\displaystyle x^{2}+y^{2}=r^{2}}의 기울기가 {\displaystyle m}인 접선의 방정식은 {\displaystyle y=mx\pm r{\sqrt {m^{2}+1}}}
- 타원 위의 점 {\displaystyle (x_{1},y_{1})}에서의 접선의 방정식은 {\displaystyle {\frac {x_{1}x}{a^{2}}}+{\frac {y_{1}y}{b^{2}}}=1}
- 타원 {\displaystyle {\frac {x^{2}}{a^{2}}}+{\frac {y^{2}}{b^{2}}}=1}의 기울기가 {\displaystyle m}인 접선의 방정식은 {\displaystyle y=mx\pm {\sqrt {a^{2}m^{2}+b^{2}}}}
- 쌍곡선 위의 점 {\displaystyle (x_{1},y_{1})}에서의 접선의 방정식은 {\displaystyle {\frac {x_{1}x}{a^{2}}}-{\frac {y_{1}y}{b^{2}}}=1}
- 쌍곡선 {\displaystyle {\frac {x^{2}}{a^{2}}}-{\frac {y^{2}}{b^{2}}}=1}의 기울기가 {\displaystyle m}인 접선의 방정식은 {\displaystyle y=mx\pm {\sqrt {a^{2}m^{2}-b^{2}}}}
- 2차원 유클리드 공간 내의 임의의 곡선 {\displaystyle y=f(x)} 위의 점 {\displaystyle (a,b)}에서의 접선의 방정식은 {\displaystyle y-f(a)=f'(a)(x-a)} 
(단, {\displaystyle f'(a)}는 곡선 {\displaystyle y=f(x)}의 점 {\displaystyle (a,b)}에서의 미분계수)

## 같이 보기
- 받침 초평면
- 포물선